# Dłużek (Lubusz)
Pour les articles homonymes, voir Dłużek.
Dłużek (prononciation : [ˈdwuʐɛk] ; en allemand : Dolzig) est un village polonais de la gmina de Lubsko dans le powiat de Żary de la voïvodie de Lubusz dans l'ouest de la Pologne.

## Géographie
Appartenant à la région historique de Basse-Lusace, le village se situe à environ 3 kilomètres au sud-ouest de Lubsko (siège de la gmina), 21 kilomètres au nord-ouest de Żary (siège du powiat) et 44 kilomètres au sud-ouest de Zielona Góra (siège de la diétine régionale).
Il comptait approximativement une population de 347 habitants en 1999.

## Histoire

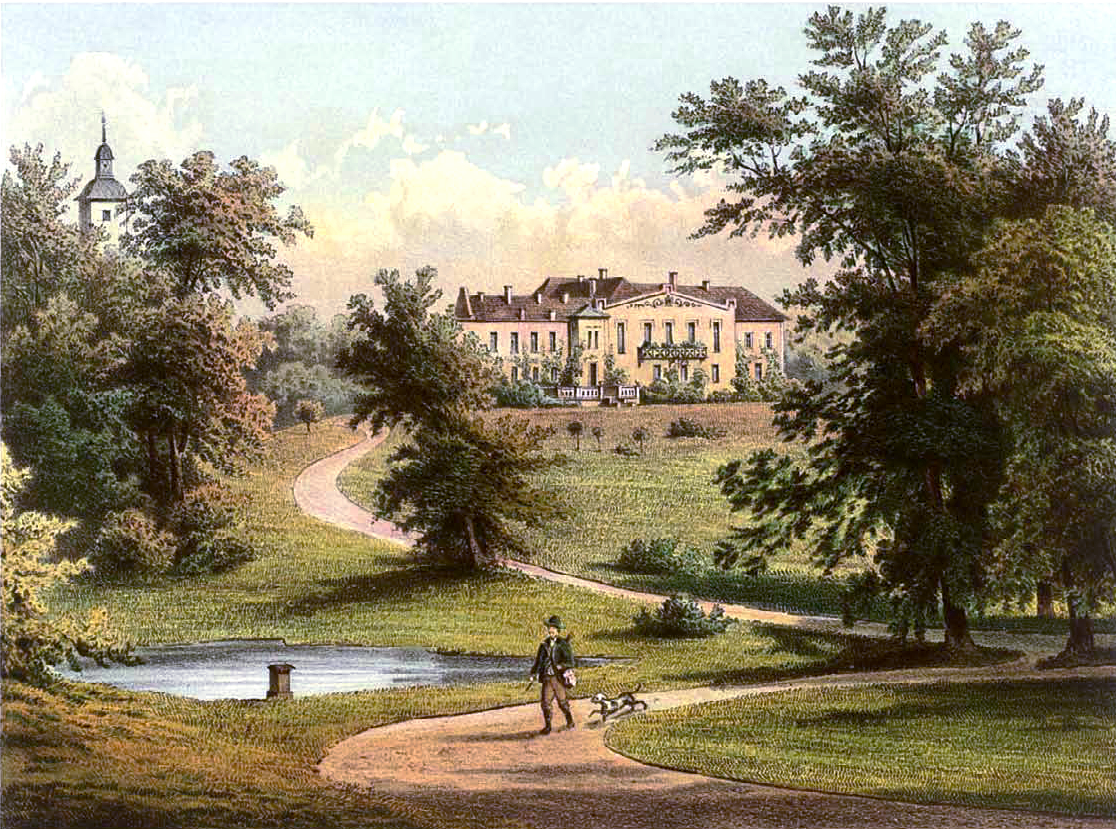
Le château de Dolzig, lithographie par Alexander Duncker (XIXe siècle).

La localité de Doltzig dans la marche de Lusace est mentionnée pour la première fois en 1292. De 1375 jusqu'á 1692, le domaine était la possession de la noble famille de Kalckreuth. En 1856, il a été acquis par le prince Frédéric-Auguste de Schleswig-Holstein-Sonderbourg-Augustenbourg ; le château lui servait ainsi qu'à sa famille de résidence. À la suite de la guerre des Duchés, le prince se retira à Primkenau et le général prussien Eduard Vogel von Falckenstein a acheté le manoir en 1866.
Les Falckenstein restent propriétaires du domaine jusqu'en 1945. Après la Seconde Guerre mondiale, avec les conséquences de la conférence de Potsdam et la mise en œuvre de la ligne Oder-Neisse en 1945, le village est intégré à la république de Pologne. La population d'origine allemande est expulsée et remplacée par des polonais.
De 1975 à 1998, le village est attaché administrativement à la voïvodie de Zielona Góra.

Depuis 1999, il fait partie de la voïvodie de Lubusz.

## Personnalités
- Augusta-Victoria de Schleswig-Holstein-Sonderbourg-Augustenbourg (1858-1921), princesse germano-danoise, impératrice allemande et reine de Prusse par son mariage avec Guillaume II ;
- Ernest-Gonthier de Schleswig-Holstein (1863-1921), duc de Schleswig-Holstein de 1880 à 1921 et général de cavalerie dans l'armée prussienne.